# Haldane (Illinois)
Pour les articles homonymes, voir Haldane.
Haldane est communauté incorporée du comté d'Ogle dans l'Illinois.

## Géographie
Haldane est situé au sud du village de Forreston et est à l'ouest de celui de Mount Morris. La communauté est dans le Township de Lincoln et aussi dans l'aire métropolitaine (en) de Rockford.

## Toponymie
Haldane tire son nom d'Alexander Haldane, un représentant d'une compagnie ferroviaire ayant établi la station à Haldane.

## Histoire
Haldane est fondée en 1858 après qu'une station ferroviaire y fut construite.